# Laura Beatrice Mancini

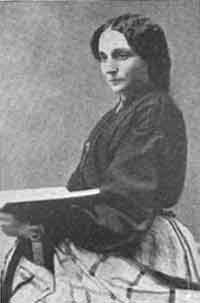
Laura Beatrice Mancini, um 1860

Laura Beatrice Mancini (* 17. Januar 1821 in Neapel; † 17. Juli 1869 in Fiesole), geboren als Laura Beatrice Oliva, war eine italienische Dichterin.
Neben ihren eigenen literarischen Aktivitäten, die vor allem Poesie umfassten, unterhielt sie ab den 1840er Jahren auch einen literarischen Salon für liberal orientierte Bürger in ihrer Heimatstadt Neapel. Nach der Revolution von 1848 zog die Familie nach Turin. Viele ihrer Werke bezogen sich auf politische Ereignisse der damaligen Zeit wie das Risorgimento, die Bewegung für einen unabhängigen und vereinten italienischen Nationalstaat. Nach ihrem Tod erschien 1874 in Florenz unter dem Titel „Patria ed amore“ eine Sammlung ihrer lyrischen Dichtungen.
Im Jahr 1840 heiratete sie den Juristen und Politiker Pasquale Stanislao Mancini, einen prominenten Vertreter des Risorgimento und Mitbegründer des Institut de Droit international (Institut für Völkerrecht) in Gent im Jahr 1873. Auch ihre Tochter Grazia Pierantoni-Mancini, die mit dem Juristen Augusto Pierantoni verheiratet war, betätigte sich als Dichterin und Schriftstellerin. 
In der Stadt Avellino trägt die Straße Via Laura Beatrice Oliva Mancini ihren Namen.

## Werke (Auswahl)
- Ines. Florenz 1845
- Colombo al convento della Rabida. Genua 1846
- Poesie varie. Genua 1848
- L’Italia sulla tomba di Vincenzo Gioberti. Turin 1853